# László Papp (lluitador)
|  | Per al boxejador del mateix nom vegeu László Papp |

László Papp   (Szentes, 4 de gener de 1905 - Budapest, 28 de gener de 1989) va ser un lluitador hongarès, que combinà la lluita lliure i la lluita grecoromana, que va competir durant les dècades de 1920 i 1930.
El 1928 va prendre part en els Jocs Olímpics d'Amsterdam, on guanyà la medalla de plata en la competició del pes mitjà del programa lluita grecoromana.
En el seu palmarès també destaquen dues medalles d'or (1927 i 1933) i tres de bronze (1925, 1926 i 1934) al Campionat d'Europa de lluita.